# Dorcadion terolense
Dorcadion terolense là một loài bọ cánh cứng trong họ Cerambycidae.